# Воловський повіт
Воловський повіт (пол. powiat wołowski) — один з 26 земських повітів Нижньосілезького воєводства Польщі.
Утворений 1 січня 1999 року в результаті адміністративної реформи.

## Географія
Річки: Єзєжиця.

## Загальні дані
Повіт знаходиться у північно-центральній частині воєводства.
Адміністративний центр — місто Волув.
Станом на 1.01.2008 населення становить 47 417 осіб, площа 674,96 км².
На терени повіту були депортовані 2887 українців з українських етнічних територій у 1947 році (т. з. акція «Вісла»).

## Демографія
Демографічні дані повіту станом на 30.06.2005:
|       | Всього | Всього | Жінки  | Жінки | Чоловіки | Чоловіки |
| ----- | ------ | ------ | ------ | ----- | -------- | -------- |
|       | осіб   | %      | осіб   | %     | осіб     | %        |
| Повіт | 47 575 | 100    | 24 357 | 51,2  | 23 218   | 48,8     |
| Міста | 25 121 | 100    | 13 073 | 52    | 12 048   | 48       |
| Села  | 22 454 | 100    | 11 284 | 50,3  | 11 170   | 49,7     |